# Asylum Records
Asylum Records is een Amerikaans platenlabel, in het bezit van de Warner Music Group. Asylums hoofdactiviteit betreft sinds de jaren 2000 hiphopartiesten.

## Ontstaan
Asylum werd in 1971 opgericht door David Geffen en diens partner Elliot Roberts, die een muziekmanagementbureau hadden, dat de contracten van artiesten verzorgde.
De suggestie kwam van Ahmet Ertegün om een label te hebben, waar artiesten terecht konden, waar de grotere labels geen interesse in hadden. De productie en distributie van de platen van asylum werd verzorgd door Atlantic Records.

## De beginjaren
De eerste artiest die gecontracteerd en opgenomen werd was Jackson Browne, wiens debuutalbum in maart 1972 uitgebracht werd. Het was niet het eerste album op het label, dat was van Judee Sill.
Het label bracht naast Jackson Browne in de jaren 1972 tot 1975 een aantal zeer succesvolle albums uit, zoals het debuutalbum en Desperado van de Eagles, Joni Mitchell's For the Roses en Miles of Aisles en Bob Dylan's Before the Flood en Planet Waves.
Asylum bracht ook minder commerciële, maar wel invloedrijke artiesten als Tom Waits en Warren Zevon.
In 1974 verkocht Geffen het label voor 7 miljoen dollar aan Warner Communications, dat inmiddels ook Atlantic onder beheer had, waarna het label samengevoegd werd met Atlantic label Elektra Records. Geffen bleef aan als hoofd van de nieuwe divisie, die onder een gecombineerde catalogus, de E-serie hun platen uitbracht.

## Asylum/Elektra
Asylum/Elektra bracht in de 70-er jaren vele top albums uit (o.a. van Queen, Linda Ronstadt, alle ex-Byrds-leden in alle mogelijke combinaties), totdat begin 80-er jaren nieuw materiaal onder het label Elektra uitgebracht werd, en op Asylum alleen nog re-releases verschenen.   
In 1989 werd het label officieel Elektra Entertainment genoemd. Asylum werd een sublabel onder Elektra en daardoor veel minder actief.

## Asylum country
Asylum werd omgezet in een countrylabel in 1992, nog steeds als een onderdeel van Elektra. Als countrylabel deed Asylum enkele succesvolle zaken met artiesten als Emmylou Harris, Kevin Sharp, Bryan White en Lila McCann. Als een gevolg van slecht bestuur ging Asylum, net als vele platenlabels onder Warner Communications over in slapende toestand. 

## Asylum Hiphop
Mike Curb, aan de leiding van Curb Records, vormde een nieuw label als een onderdeel van Asylum, Asylum-Curb genaamd. 
In 2004 leefde Asylum Records terug op, als een urbanlabel, onafhankelijk bestuurd door Warner Music Group. Enkele van hun uitgaves werden gedistribueerd in samenwerking met Warner Bros. Records en andere met Atlantic Records. 
Op 6 december 2006 kondigde Asylum de metalband Sevendust aan, de eerste niet-hiphopartiest onder het vernieuwde label. Sevendusts zesde album en eerste album bij Asylum, Alpha genaamd, verkocht 42 000 exemplaren in de eerste week.

## Artiesten in de 21e eeuw
- Bun B
- Cam'ron
- D4L
- Duke Da God
- Frayser Boy
- Kiotti
- KLC
- Lil' Wyte
- Mike Jones
- Oowee
- Paul Wall
- Pimp C
- Potzee
- Scarface
- Ed Sheeran
- Trae
- Webbie
- Z-Ro